# Maelgwn Gwynedd
Maelgwn Gwynedd (en latín: Maglocunus; muerto c. 547) fue rey de Gwynedd a comienzos del siglo VI. Los registros conservados sugieren que ocupó una posición preeminente entre los reyes britanos reyes de Gales y sus aliados en el "Viejo Norte" a lo largo de la costa de Escocia. Maelgwn fue un generoso defensor de la Cristiandad, financiació la construcción de iglesias en todo Gales incluso más allá de los límites de su propio reino. No obstante, su principal legado hoy en día es el mordaz relato de su comportamiento registrado en De excidio et conquestu Britanniae por Gildas, que considera a Maelgwn un usurpador. Hijo de Cadwallon Lawhir y bisnieto de Cunedda, Maelgwn fue enterrado en Ynys Seiriol (ahora conocido como Puffin island en inglés), al este de Anglesey, habiendo muerto de la "peste amarilla", muy probablemente la Plaga de Justiniano .

## Nombre
Maelgwn (IPA: /mɑːɨlgʊn/) en Galés significa literalmente "Príncipe Sabueso" y se compone de los elementos mael "el príncipe" (*maglo- en la antigua lengua britana común) y cwn, antiguo caso oblicuo ci "perro, perro" (del nominativo singular britano común *cū, oblicuo *cun-). Como "sabueso" se utilizaba a veces como kenning para un guerrero en los primera poesía galesa, el nombre también puede ser traducido como "Príncipe Guerrero".

## Reinado
Tras el colapso de la autoridad Romana en Britania, el norte de Gales del norte fue invadido y colonizado por tribus gaélicas de Irlanda. El reino de Gwynedd comenzó la reconquista bajo el mando de Cunedda Wledig, bisabuelo de Maelgn. Más tarde, su padre Cadwallon Larga Mano destruyó el último asentamiento irlandés en Anglesey. Maelgwn fue el primer rey en disfrutar del éxito familiar y es considerado el fundador de la dinastía que gobernaría el reino, por lo que se le suele llamar Maelgwn Gwynedd.
Según la tradición, su llys, corte real  se ubica en Deganwy, en la península Creuddyn de Rhos. La tradición sostiene también que murió en las cercanías de Llanrhos, y fue enterrado allí. Otras tradiciones dicen que fue enterrado en Ynys Seiriol. No hay registros históricos para confirmar o negar estas tradiciones.
Los registros históricos de esta época son escasos. Maelgwn aparece en varias genealogías como las de Harleian, Jesus College MS 20, y Hengwrt MS202. Su muerte en un "gran mortandad" de 547 se anotó en los Annales Cambriae. La tradición sostiene que murió de la 'Peste Amarilla' de Rhos, pero esto está basado en una de las Tríadas que fue escrita mucho más tarde. El registro dice sólo que era un "gran mortandad", que siguió al estallido de la gran Peste de Justiniano en Constantinopla.
Maelgwn fue un generoso contribuyente a la causa de la Cristiandad en todo el país de Gales. Hizo donaciones para apoyar San Brynach en Dyfed, San Cadoc en Gwynllwg, San Cybi en Anglesey, San Padarn en Ceredigion, y San Tydecho en Powys. También está asociado con la fundación de Bangor, pero no hay pruebas consistentes.
La única información contemporánea la proporciona Gildas, que incluye a Maelgwn entre los cinco reyes a los que condena en términos alegóricos en su De Excidio et Conquestu Britanniae. Afirma que Maelgwn tenía una pre-eminencia entre los 4 reyes, para continuar afirmando que derrocó a su tío paterno (en latín: avunculus) para ganar el trono; que había entrado en la vida monástica, pero luego regresó al mundo secular; que se había casado y divorciado, y casado nuevamente con la viuda de su sobrino después de ser responsable de la muerte de su sobrino de su muerte; y que era alto.

## "Rey Supremo"
La evidencia sugiere que Maelgwn disfrutó de una posición preeminente sobre las regiones gobernadas por los descendientes de Cunedda, tal vez en el sentido de una regional del Rey Supremo. No hay nada que sugiera que Maelgwn tuviera preeminencia sobre otras áreas. Gildas dice en su condena, que él tenía preeminencia sobre los otros 4 reyes igualmente condenados, y también se lo describía como "dragón de la isla", siendo la Isla de Anglesey la antigua fortaleza de los reyes de Gwynedd.
El hecho de que las donaciones de Maelgwn a fundaciones religiosas no estuvieran restringidas al Reino de Gwynedd, implica que Maelgwn tenía una responsabilidad en las regiones más allá de las responsabilidades de un rey de su propio reino.

## Gildas
En su trabajo Sobre la Ruina y la Conquista de gran Bretaña escrito c. 540, Gildas hace una condena alegoríca de cinco reyes por el que se equiparaba a las bestias del Libro de Apocalipsis, 13-2: el león, el leopardo, el oso y el dragón, el dragón supremo entre ellos. Él dice que Maelgwn es el "dragón de la isla", y continúa con una letanía de moral acusaciones, en el proceso que lo describe casi como un regional del alto rey sobre los de los otros reyes (el poder-dar dragón del Apocalipsis). La Isla de Anglesey fue la base del poder de los reyes de Gwynedd, por lo que describe Maelgwn como el "dragón de la isla" es apropiado.
Gildas restringe su atención a los reyes de Gwynedd (Maelgwn), Dyfed (Vortiporius), Penllyn (probable, ya que su rey Cuneglasus/Cynlas aparece en genealogías reales asociadas con la región), Damnonia/Alt Clud (Constantino), y la región desconocida asociada con Caninus. Los reinos galeses están asociados con las conquistas de Cunedda a los gaélicos, mientras que Alt Clud mantenía relaciones desde hacía tiempo con Gwynedd y sus reyes.
En el curso de sus condenas, Gildas hace referencia de pasada a otras bestias mencionadas en el Apocalipsis, como el águila, la serpiente, el becerro, y el lobo. La razón de la desafección de Gildas por estas personas es desconocida. Fue selectivo en la elección de los reyes, ya que no ofrece comentarios sobre reyes de otros reinos Britanos de la época como Rheged, Gododdin, Elmet, Pengwern/Powys, o los reinos situados en el actual sur de Inglaterra.

## Registros escritos
En la Historia Brittonum, Nennius dice que "el gran rey Mailcun reinó entre los Britanos, es decir, en Gwynedd". Añade que el ancestro de Maelgwn, Cunedda llegó a Gwynedd 146 años antes del reinado de Maelgwn del reinado, desde Manaw Gododdin, y que expulsó a los escotos [es decir, los gaélicos] con gran matanza.
Maelgwn no es mencionado en las Tríadas Galesas, pero la peste que mató a él aparece como uno de las 'Tres Terribles Plagas de la Isla de Gran Bretaña". Se describe como la plaga amarilla de Rhos, procedentes de los cadáveres de los muertos.
Hay una mención incidental de Maelgwn en la canción To Maenwyn encontrada en el Libro Rojo de Hergest, y atribuida a Llywarch Hen. El mayordomo (en galés: maer) Maenwyn es animado a desobedecer la orden de abandonar su puesto y muestra su fidelidad a Maelgwn.
En el Libro de Llandaff, compilado c. 1125, Maelgwn Gwynedd es reivindicado como uno de los benefactores de la Diócesis de Llandaff en sus primeros años. Uno de los lugares específicos mencionados es en Louhai (Tintern parva, a unos 6 kilómetros al norte de Chepstow), donde se dice que Maelgwn fue testigo secular de su donación.
En el Libro Negro de Carmarthen, se menciona a Dormarch, el sabueso favorito de Gwyn ap Nudd se registra como antes perteneciente a Maelgwn Gwynedd. Esto es significativo en relación con el papel mitológico de su nuevo amo en la cacería salvaje.

## Tradición ficticia
Como un famoso rey del pasado, el nombre de Maelgwn aparece frecuentemente en las leyendas galesas. Se utiliza más a menudo que la mayoría en relatos históricos dudosos o claramente ficticios. Algunas de las fuentes más importantes de información errónea acerca de Maelgwn son:

### LaHistoria de los Reyes de Britania
La obra pseudohistorica que Geoffrey de Monmouth escribió en el siglo XII, Historia Regum Britanniae incluye a Maelgwn (Malgo) como un personaje en su relato de la historia de Britania. Dice que San David fue enterrado en St David siguiendo las órdenes de "Malgo, rey de los Venedotians", que se hizo adicto a la sodomía, y que fue sucedido por cierto Careticus. Se añade que Gran Bretaña había gemido bajo los bárbaros desde su época, que fue el cuarto rey de Britania desde Arturo, y que tuvo dos hijos, Ennianus y Runo.
Los estudiosos sostienen que la única fuente es la fértil imaginación de Geoffrey. Históricamente, Rhun ap Maelgwn fue el sucesor e hijo de Maelgwn (aunque esto puede ser el 'Runo' mencionado por Geoffrey). Geoffrey parece retorcer las palabras de Gildas para obtener su referencia a la sodomía. En su condena de 5 Británica de reyes en el De Excidio et Conquestu Britanniae, Gildas se refiere al vino como "sodomítico" pero nunca aplica la palabra a personas.

### ElBrut Tysilio
En cierto momento atribuido a San Tysilio (murió 640), esta Crónica de los Reyes de gran Bretaña fue escrita hacia 1500 como una amalgama de versiones anteriores del Brut y Brenhinedd, un derivado de la Historia Regum Britanniae de Monmouth. Entre sus espurias afirmaciones dice que Maelgwn Gwynedd llegó a la corona tras Vortiper, y que fue sucedido por cierto Caretig, que fue el cuarto rey de toda Bretaña después de Arthur, y que tuvo dos hijos, Einion y Rhun.

### Los Manuscritos Iolo
Maelgwn Gwynedd se menciona varias veces en los espurios manuscritos Iolo, de Iolo Morganwg, escritos en el siglo XVIII.

### ElCuento de Taliesin
El Cuento de Taliesin (Hanes Taliesin o Ystoria Taliesin) es una auténtica historia legendaria sobre Taliesin que se conserva en dos redacciones que datan de mediados del siglo XVI y comienzos del XVII, pero que probablemente se derivan de fuentes más antiguas. Fue impreso por primera vez en la trafucción de Y Mabinogion de Lady Charlotte Guest: las notas a la edición son de Iolo Morganwg y contienen inexactitudes y algunas de sus invenciones. Maelgwn Gwynedd es claramente representado en una luz negativa.
El Taliesin histórico fue en realidad contemporáneo del hijo y sucesor de Maelgwn, Rhun. No hay ninguna conexión histórica ente el Taliesin histórico y Maelgwn Gwynedd, aunque las referencias a la leyenda se encuentran en los medievales Galeses poemas.

### LaCrónica de la Nación Escocesa
Según el relato de Juan de Fordun de la Crónica de la Nación Escocesa, escrito hacia 1360, un cierto "Maglo, Rey de los Bretones" pide la ayuda del Rey Aydanus. No hay nada que conecte a Maelgwn Gwynedd con el rey picto, pese a las afirmaciones de Fordun. En la siguiente sección, Fordun dice más adelante que es "Cadwallo, Rey de los Bretones" el que está recibiendo la ayuda del Rey Aydanus.
Esta historia se repite acríticamente en algunas historias posteriores, y "Malgo el Britano" es mencionado en las notas de Thomas Stephens a la publicación de Y Gododdin, con la afirmación sugerida de que Maelgwn fue aliado de "Aeddan" contra Bridei, rey del os pictos. La Crónica de Fordun es usada como referencia por Stephens.

### El rey picto Bridei
Bridei (muerto c. 584) fue hijo de un cierto Maelchon (o Melcho, o Maelchú en los registros Irlandeses). Aparte de tener un nombre similar, no hay nada que conecte al padre de Bridei con Maelgwn Gwynedd.
De aquellos que han promovido una conexión, tal vez el más notable haya sido John Morris en su Época de Arturo, donde se refiere de pasada y sin autoridad,"... Bridei, hijo de Maelgwn, el poderoso rey del norte de Gales, ...". Pese a que el libro ha sido un éxito comercial, es menospreciado por los historiadores como una fuente poco fiable de "engañosa y equivocada" de información.

### Ficción posterior
Como un famoso rey del pasado, Maelgwn ha sido asociado con insustanciales, pero populares, leyendas e historias a través de la historia. Autores modernos han utilizado ocasionalmente su nombre como un personaje en las historias de ficción. Estos incluyen las trilogías de Traci Harding, las novelas históricas de María Gilgannon y una novela de fantasía por Nikolai Tolstoy.

## Familia e hijos
Su padre fue Cadwallon Lawhir y su madre Meddyf, hija de Maeldaf. Él tuvo un hermano y sobrino, mencionados en la obra de Gildas, pero no se tienen nombres. Se le atribuyen varias esposas, incluyendo Nesta, Sanan (esposa de su sobrino) y Gwallwyn (posiblemente su prima). También es posible que dejara embarazada a la princesa picta Waelgush.
Se le atribuyen varios hijos, tales como:
- Alser
- Doeg
- Einion
- Eurgain (hija)
- Rhun Hir

Es posible, pero altamente debatido si Bridei I y su hermana Domelch fueron hijos de Maelgwn. Su padre aparece como Máelchú, que es la forma Irlandesa de Maelgwn.

## Citas
1. ↑  Based on Phillimore's (1888) reconstruction of the dating of the Annales Cambriae (A Text).
2. ↑  Charles-Edwards, T. M., Wales and the Britons, 350-1064, Oxford University Press, 2013, p. 85-87.
3. ↑  Lloyd (1911, pp. 129), A History of Wales, Vol.
4. ↑  Phillimore (1888, pp. 169-170) — the pedigree is given as: ... map Rotri map mermin map etthil merch cinnan map rotri map Intguaul map Catgualart map Catgollaun map Catman map Iacob map Beli map Run map Mailcun map Catgolaun Iauhir map Eniaun girt map Cuneda map AEtern .
5. ↑  Phillimore (1887, pp. 87) — the pedigree is given as .
6. ↑  Phillimore (1886, pp. 133) — katwaladyr vendigeit ap katwalla6n ap katwan ap iago ap beli ap run ap maelg6n g6yned ap einion wwr ap pabo post prydein.
7. ↑  Lloyd (1911, pp. 130), A History of Wales, Vol.
8. ↑  Giles (1841, pp. 29-32), On the Ruin and Conquest of Britain, sections 33 – 35
9. ↑  Giles (1847, pp. 248-250), De Excidio et Conquestu Britanniae, sections 33 – 35
10. ↑  Giles (1841, pp. 29), On the Ruin and Conquest of Britain
11. ↑  Anonymous (1884), «Revelation 13-2», The Holy Bible, New York: American Bible Society, p. 219. — "And the beast which I saw was like unto a leopard, and his feet were as the feet of a bear, and his mouth as the mouth of a lion: and the dragon gave him his power, and his seat, and great authority." (underlining added)
12. ↑  Lloyd (1911, pp. 134-142), A History of Wales, Vol I; Gildas
13. ↑  Lloyd (1911, pp. 133), A History of Wales, Vol.
14. ↑  Giles (1841, pp. 34), The Works of Nennius (English translation)
15. ↑  Giles (1847, pp. 341),  Historia Britonnum (in Latin)
16. ↑  Jenkins (1852, pp. 259), Letters on Welsh History
17. ↑  Skene, William Forbes (1868), «CXIII, The Red Book of Hergest XIII», The Four Ancient Books of Wales II, Edinburgh: Edmonston and Douglas, pp. 273-274; 440-441 |publication-date= y |fecha-publicación= redundantes (ayuda).; in Welsh, with notes in English on pp. 441
18. ↑  Skene, William Forbes (1868), «CXIII, The Red Book of Hergest XIII», The Four Ancient Books of Wales I, Edinburgh: Edmonston and Douglas, pp. 584-585 |publication-date= y |fecha-publicación= redundantes (ayuda).; in English
19. ↑  Rees (1840, pp. 354), The Book of Llandaff
20. ↑  Rees (1840, pp. 463), The Book of Llandaff
21. ↑  Evans, John Gwenogvryn (1906), The Black Book of Carmarthen, Pwllheli, pp. XI-.
22. ↑  Giles (1848, pp. 271), History of Britain
23. ↑  Giles (1848, pp. 272), History of Britain
24. ↑  Giles (1848, pp. 273), History of Britain
25. ↑  Giles (1848, pp. 278), History of Britain
26. ↑  Giles (1848, pp. 282), History of Britain
27. ↑  Giles (1841, pp. 29), The Works of Gildas.
28. ↑  Roberts, Peter, ed. (1811), Chronicle of the Kings of Britain; Translated from the Welsh Copy Attributed to Tysilio, London: E. Williams, pp. 173, 174, 183 |publication-date= y |fecha-publicación= redundantes (ayuda).
29. ↑  Patrick K. Ford (ed.
30. ↑  Guest (1877, pp. 471-503), Taliesin
31. ↑  Canu Taliesin, introduction.
32. ↑  John of Fordun (1872), «Aydanus sends assistance to Malgo, King of the Britons»,  en Skene, William Forbes, ed., John of Fordun's Chronicle of the Scottish Nation, Edinburgh: Edmonston and Douglas, pp. 105-106 |publication-date= y |fecha-publicación= redundantes (ayuda).
33. ↑  Stephens, Thomas (1888),  Powel, Thomas, ed., The Gododdin of Aneurin Gwawdrydd, Honourable Society of Cymmrodorion |publication-date= y |fecha-publicación= redundantes (ayuda).
34. ↑  Morris, John (1973), The Age of Arthur: a history of the British Isles from 350 to 650, London: Weidenfeld and Nicolson, p. 192 |publication-date= y |fecha-publicación= redundantes (ayuda).
35. ↑  D. P. Kirby and J. E. C. Williams, "Review of The Age of Arthur", Studia Celtica, 10-11 (1975-6), pp. 454 – 486; "an outwardly impressive piece of scholarship", it went on to argue that this apparent scholarship "crumbles upon inspection into a tangled tissue of fact and fantasy which is both misleading and misguided".
36. ↑  Wise. «Gildas, The Ruin of Britain &c. (1899). pp. 4-252. The Ruin of Britain.». www.tertullian.org. Consultado el 1 de marzo de 2017.
37. ↑  «The Annals of Ulster». www.ucc.ie (en inglés). Consultado el 1 de marzo de 2017.

- Datos: Q886399
- Multimedia: Maelgwn Gwynedd / Q886399